# Libochovice (nádraží)
Libochovice jsou železniční stanice ve stejnojmenné obci v okrese Litoměřice, na tratích Lovosice–Postoloprty a Vraňany–Libochovice. Provoz zde byl zahájen v roce 1882.

## Historie
Nádraží v Libochovicích bylo zprovozněno 22. října 1882 pod správou Rakouské společnosti státní dráhy, kdy sem byla přivedena trať od Lovosic. Poté následovalo prodloužení trati ve směru do Loun. K jejímu otevření došlo 10. května 1902. Uzlovou stanicí se libochovické nádraží stalo 13. října 1907, kdy byla zprovozněna trať do Vraňan.
V roce 2006 odsud přestaly jezdit pravidelné osobní vlaky na trať do Vraňan. V jízdním řádu pro rok 2021 sem z tohoto směru zajížděly jen o sezónních víkendech dva páry turistických vlaků za den, provozované od roku 2011 společností KŽC Doprava, z Roudnice nad Labem.
Stanice byla v roce 2018 v rámci revitalizace trati v úseku Lovosice–Louny zmodernizována. Došlo k úpravě kolejového uspořádání a redukci počtu nástupišť.

## Popis stanice

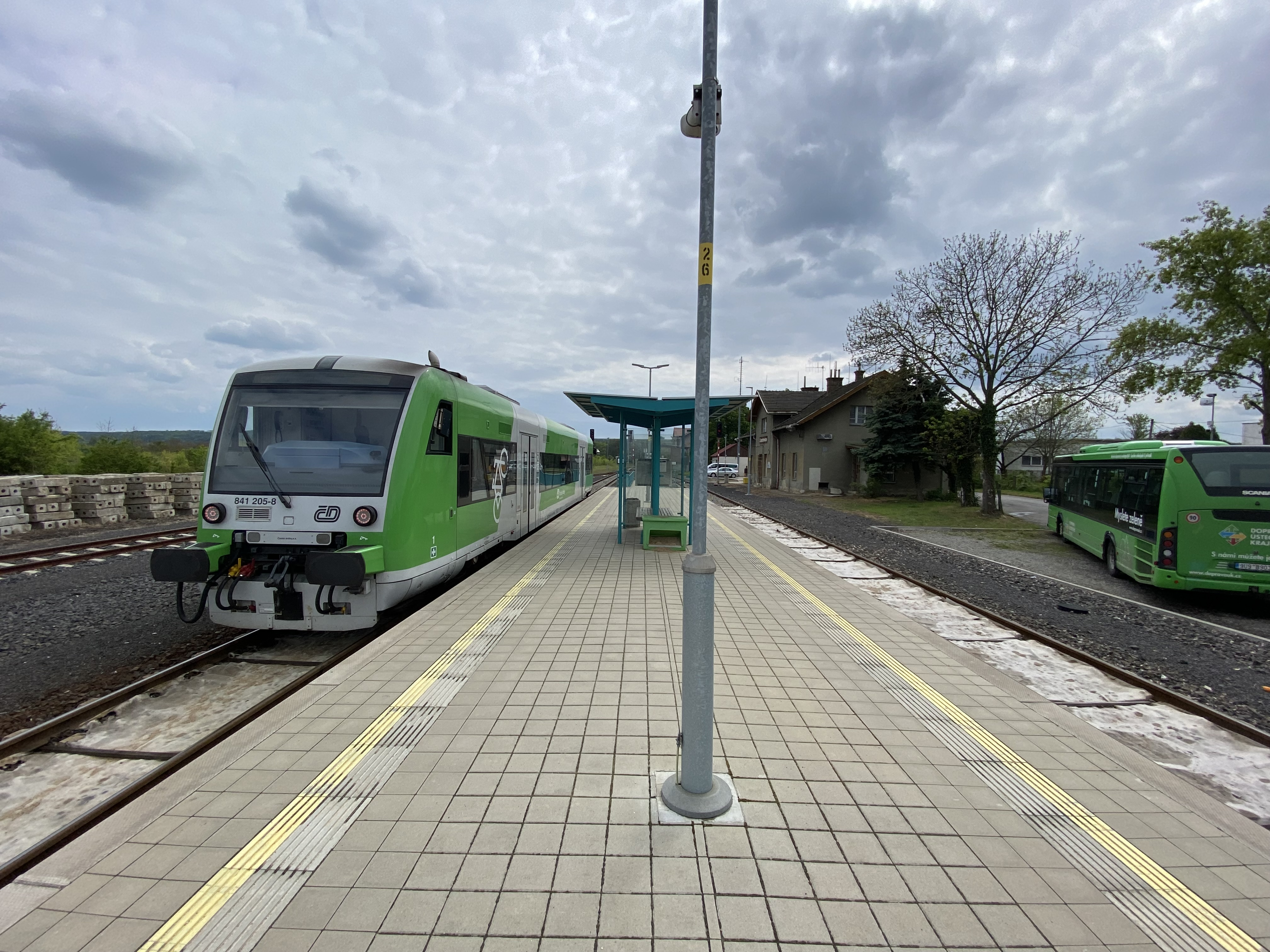
Libochovice, nástupiště pro koleje 1 a 2

Stanice je vybavena elektronickým stavědlem ESA 11, které je dálkově řízeno výpravčím v železniční stanice Lovosice (Libochovice jsou trvale neobsazeny výpravčím). Ve stanici je jedno poloostrovní nástupiště o délce 90 metrů se dvěma nástupními hranami s výškou 550 mm nad temenem kolejnice. Nacházejí se zde tři dopravní koleje: č. 1 a 2 u nástupiště, č. 3 bez nástupiště. V obvodu stanice, konkrétně v km 18,812 ve směru na Louny, se nachází zastávka Libochovice město. Budova nádraží je uzavřena, pro cestující jsou na nástupišti dvě lavičky se skleněným přístřeškem. Nástupiště má bezbariérový přístup a jízdenky jsou možné k zakoupení přímo ve vlaku platební kartou v automatu nebo přes mobilní aplikace.[zdroj?]